# Katja Požun
Katja Požun est une sauteuse à ski slovène née le 7 avril 1993 à Trbovlje. Elle est membre du club « SK Zagorje ». En quelques années, elle accède à l'élite du saut féminin, et prend la médaille de bronze aux Championnats du monde junior de saut à ski féminin de Zakopane en 2008.
Elle fait ensuite une pause de plus de trois ans dans sa jeune carrière de sauteuse pour se consacrer au football,, et reprend la compétition en été 2011, en marquant des points dès ses premiers concours. Elle obtient deux podiums dans la Coupe du monde durant sa carrière.

## Parcours sportif
Katja Požun commence sa carrière internationale en août 2004 en prenant part à deux compétitions FIS à Bischofshofen et Pöhla (de), au cours desquels elle ne se qualifie pas pour le deuxième saut ; elle a alors 11 ans.

### Débuts internationaux
Katja Požun participe pour la première fois à une épreuve de coupe continentale de saut à ski le 16 février 2005 à Breitenberg/Rastbüchl. C'est la plus jeune de l'épreuve, et elle termine cependant à la 20e place. Elle n'a pas encore 12 ans, c'est alors la plus jeune à avoir jamais pris part à une coupe continentale. Depuis, de plus jeunes sauteuses ont pris part à de telles compétitions, telles que Verena Pock, la plus jeune du concours du 7 août 2005 à Bischofshofen, Nina Lussi de celui du 8 octobre 2005 à Lake Placid, et Coline Mattel encore en 2011 la plus jeune à avoir sauté en coupe continentale le 17 février 2007 à Schonach.
Ensuite et jusqu'à l'hiver 2008, Katja Požun participe à 34 épreuves, se qualifiant pour la deuxième manche 30 fois. Elle se place dans les dix premières à trois reprises, avec comme meilleur résultat une place de 9e le 16 février 2008 à Breitenberg. Elle termine la saison 2008 à la 26e place.
Katja Požun annonce ensuite lors de la reprise de la coupe estivale 2008 qu'elle arrête le saut à ski car elle n'est plus assez motivée, et qu'elle va se concentrer sur ses entraînements de football, bien que ses parents et son équipe nationale espèrent qu'elle change d'avis.

### Championnats du monde junior
Katja Požun participe aux championnats du monde junior de saut à ski à Kranj en 2006 et à Tarvisio en 2007, avec les deux fois une place de 14e.
Elle obtient au championnat du monde junior en 2008 à Zakopane ce qui est alors le tout meilleur résultat de sa carrière : après avoir été deuxième du premier saut derrière Jacqueline Seifriedsberger qui prendra finalement l'or, elle réalise également le deuxième saut de la deuxième manche derrière Elena Runggaldier qui prendra l'argent. Katja Požun gagne la médaille de bronze devant Melanie Faisst, Anna Haefele et Juliane Seyfarth lors de sa dernière apparition comme sauteuse à ski avant une pause de trois ans.

### Retour au saut à ski
Après une absence des tremplins de plus de trois ans, Katja Požun renoue avec les compétitions internationales de saut à ski lors de la Ladies Cup de Kisovec les 2 et 3 juillet 2011, avec succès puisqu'elle prend la deuxième place du concours des plus de 18 ans le samedi derrière sa compatriote Maja Vtič, et gagne l'épreuve du dimanche en l’absence de Maja Vtič.
Dès son retour en Coupe Continentale, elle marque des points lors des huit concours estivaux, avec une place de 8e à Oberwiesenthal le 19 août 2011 pour atteindre la 24e place finale.

### Saison 2012

#### Coupe Continentale
À Rovaniemi le 29 novembre 2011, Katja Požun remporte sa première victoire, lors de l'épreuve d'ouverture de Coupe Continentale, dans un concours réduit à 18 sauteuses, seules les équipes slovènes, japonaises et russes ayant fait le déplacement, plus quelques sauteuses isolées. Le soir même, lors du deuxième concours, elle est de nouveau sur le podium, à la troisième place, et reste première du classement provisoire Après les deux épreuves de Notodden, plus disputées avec la présence de toutes les équipes sauf la France et le Japon, Katja Požun se place 10e puis 13e, pour prendre la deuxième place du classement provisoire.

#### Coupe du monde
Lors de l'épreuve inaugurale de la Coupe du monde féminine de saut à ski à Lillehammer le 3 décembre 2011 — pour l'occasion couplée avec une épreuve masculine sur le même tremplin HS100 — Katja Požun termine à la 7e place, et première Slovène.
À Hinterzarten le 7 janvier 2012, elle prend la 10e place d'un concours réduit à une seule manche pour causes de conditions de vent difficiles, puis le lendemain, elle se place 6e et première Slovène. Elle prend alors la sixième place du classement provisoire de la Coupe du monde, puis se hisse à la cinquième place entre Mattel et Sagen grâce à ses performanes à Predazzo les 14 et 15 janvier 2012 (5e puis 7e), toujours première parmi ses équipières slovènes.
Elle continue sa série de bons résultats avec son premier podium en coupe du monde à Hinzenbach le 4 février 2012 où elle prend la troisième place (premier podium), qui la met également à la troisième place du classement général. Le lendemain à Hinzenbach elle prend la 6e place, puis à Ljubno la 7e le 11 et la 9e le 12 février 2012. Elle occupe alors le 5e rang du classement provisoire de la coupe du monde, dépassée par Lindsey Van et Ulrike Graessler. Hormis Sarah Hendrickson, c'est la seule sauteuse à avoir été dans les dix premières lors des neuf premières épreuves de coupe du monde.
Katja Požun se déplace ensuite au Japon pour la première fois, elle y obtient les places de 10e, 18e puis 9e aux épreuves de Coupe du monde des 3 et 4 mars 2012 à Zao. Lors de la finale à Oslo le 9 mars, elle fait le plus mauvais résultat de sa saison avec une place de 25e ; Katja Požun termine cette première saison de coupe du monde à la septième place du classement général, et première slovène.

### Saison 2013

#### Grand Prix
Le sauteuses participent pour la toute première fois à un Grand-Prix au concours par équipe mixte le 14 août 2012 à Courchevel : Katja Požun fait partie de l'équipe slovène, avec Maja Vtič, Jurij Tepeš et Robert Kranjec. Ils ne se qualifient pas pour la deuxième manche, et prennent la neuvième place. Le lendemain sur le même tremplin HS 96, Katja Požun prend la vingtième place du tout premier Grand-Prix féminin.
À Hinterzarten quelques jours plus tard, les choses s'améliorent pour les Slovènes, avec la sixième place de Požun, puis de la cinquième place de l'équipe slovène, composée de Požun, Vtič, Kranjec et Prevc.
Les derniers Grands-Prix féminins de l'été se déroulent à Almaty : Katja Požun y fait un de ses tous meilleurs résultat le 22 septembre 2012 avec une place de deuxième, puis elle est 18e le lendemain. Elle termine à la sixième place de cette toute première saison de Grand-Prix féminins.

#### Coupe Continentale
Katja Požun est disqualifiée pour cause de poids trop léger à l'épreuve estivale de Lillehammer le 8 septembre 2012 ; elle se place quatrième le lendemain.

#### Coupe du monde et championnats
L'épreuve d'ouverture de la saison de Coupe du monde féminine 2013 se déroule comme l'année précédente à Lillehammer, avec les manches des hommes intercalées. Elle est précédée pour la première fois par une épreuve de qualification, à laquelle Katja Požun échappe grâce à sa place de septième lors de la saison précédente (le dix premières ne sont pas astreintes à concourir pour se qualifier). Lors du concours, elle se place dixième de la première manche, puis confirme à la seconde et reste à cette place, ce qui lui permet de ne pas avoir la contrainte d'avoir à se qualifier pour l'étape suivante à Sotchi. À partir du mois de janvier et jusqu'à la fin de la saison, elle multiplie les bonnes performances, se classant douze fois dans le top dix , avec des top cinq à Hinterzarten (5e) et à Ljubno devant son public (4e et 5e). Ainsi, malgré aucun podium, la Slovène établit le meilleur classement général de sa carrière avec le sixième rang final, soit une place de mieux que l'hiver dernier.
En 2013, elle se qualifie pour ses premiers championnats du monde sénior à Val di Fiemme, pour se classer 18e. Aux Championnats du monde junior à Liberec, elle remporte son seul titre dans l'épreuve par équipes avec Urša Bogataj, Ema Klinec et Spela Rogelj, tandis qu'elle remporte la médaille de bronze en individuel derrière Sara Takanashi et Evelyn Insam.

### 2014: Jeux olympiques
À l'Universiade d'hiver de 2013 au Trentin, elle remporte la médaille d'or en individuel et la médaille de bronze dans l'épreuve par équipes mixtes. 
Katja Požun fait partie des trente athlètes sélectionnées pour le premier concours féminin de saut à ski à Sotchi ; elle y prend la onzième place.
En mars 2014, elle signe le deuxième et ultime podium de sa carrière en Coupe du monde en terminant deuxième à Oslo, derrière la dominatrice de la saison Sara Takanashi. Elle passe au douzième rang mondial.

### 2015-2018
Lors des saisons 2015 et 2016, elle n'ajoute que deux résultats dans le top dix à sa collection et à chaque fois à Ljubno en Slovénie. Elle obtient aussi sa deuxième et dernière sélection en championnat du monde en 2015 à Falun (24e). Ne marquant plus aucun point dans la Coupe du monde après 2016, elle échoue à se qualifier les Jeux olympiques d'hiver de 2018 et prend donc sa retraite sportive, notamment victime d'une blessure aux vertèbres.
Elle se reconvertit en tant qu'esthéticienne.

## Palmarès

### Jeux olympiques
| Épreuve / Édition | Sotchi 2014 |
| Individuel        | 11e         |

### Championnats du monde
| Épreuve / Édition  | Val di Fiemme 2013 | Falun 2015 |
| Individuel         | 18e                | 24e        |
| Par équipes mixtes | -                  | -          |

### Coupe du monde
- Meilleur classement général : 6e en 2013.
- 2 podiums individuels : 1 deuxième place et 1 troisième place.

#### Classements généraux annuels
| Année | Rang |
| 2012  | 7e   |
| 2013  | 6e   |
| 2014  | 12e  |
| 2015  | 30e  |
| 2016  | 23e  |

### Championnats du monde junior
| Épreuve / Édition | Kranj 2006                       | Tarvisio 2007                    | Zakopane 2008                    | Erzurum 2012 | Liberec 2013 |
| Individuel        | 14e                              | 14e                              | Bronze                           | 14e          | Bronze       |
| Par équipes       | Épreuve inexistante à cette date | Épreuve inexistante à cette date | Épreuve inexistante à cette date | Bronze       | Or           |

### Universiades
- Médaille d'or en individuel en 2013.
- Médaille de bronze par équipes mixtes en 2013.

### Grand Prix
- 6e du classement général en 2012.
- 4 podiums individuels.
- 1 podium par équipes.

### Coupe continentale
- Meilleur classement général : 6e en 2012.
- 2 podiums : 1re place au concours de Rovaniemi le 29 novembre 2011 et une deuxième place.